# Signal Iduna Park
O Signal Iduna Park (Westfalenstadion (pronúncia em alemão: [vɛstˈfaːlnˌʃtaːdi̯ɔn]) até dezembro de 2005) é um estádio de futebol localizado na cidade de Dortmund, na Alemanha. Tem a capacidade para 81.365 espectadores, 66.099 sentados. É o estádio com maior capacidade de público do país.
Em 1966, o Borussia Dortmund conquistou a Recopa Europeia, surgindo assim o desejo de ampliar o antigo estádio, o "Rote Erde Stadion" ("Estádio da Terra Vermelha"), mas a falta de dinheiro impediu o sonho.
Em 1971, a cidade de Colônia saiu da lista de sedes de jogos da Copa do Mundo de 1974, transferindo os recursos financeiros para Dortmund. O projeto de um estádio multi-uso para 60.000 torcedores foi abandonado por um estádio de futebol para 54.000 torcedores.
Em 1992, por determinação da UEFA, a capacidade foi reduzida para 42.800 espectadores. Depois do Título Nacional conquistado pelo Borussia Dortmund em 1995, houve nova expansão, voltando aos 54.000 lugares, mas agora com 38.500 assentos.
Em 1997, quando o Borussia Dortmund ganhou a Liga dos Campeões da UEFA, foi mais uma vez ampliado, com capacidade para 68.800 torcedores.
Com a vitória da Alemanha na eleição para a escolha da Sede da Copa do Mundo de 2006 em 2000, o Westfalenstadion sofreu sua última ampliação de capacidade, para os atuais 81.365 lugares, sendo 66.099 assentos.
Devido a problemas financeiros, em dezembro de 2005, o Borussia Dortmund cedeu os direitos de nome do Estádio à companhia de seguros Signal Iduna, recebendo assim a denominação atual. O contrato é válido até 2031.
Em 2015, o Signal Iduna Park foi considerado o melhor estádio do mundo, de acordo com o jornal britânico The Times. A publicação levou em consideração a atmosfera do estádio e a média de público.

## Copa do Mundo de 1974
Recebeu quatro partidas da Copa do Mundo FIFA de 1974.
| Data        | 1ª equipe     | Placar | 2ª equipe     | Fase         | Público |
| ----------- | ------------- | ------ | ------------- | ------------ | ------- |
| 14 de junho | Zaire         | 0–2    | Escócia       | Grupo 2      | 27 000  |
| 19 de junho | Países Baixos | 0–0    | Suécia        | Grupo 3      | 53 700  |
| 23 de junho | Bulgária      | 1–4    | Países Baixos | Grupo 3      | 53 300  |
| 3 de julho  | Países Baixos | 2–0    | Brasil        | Segunda fase | 53 700  |

## Copa do Mundo de 2006
Recebeu seis partidas da Copa do Mundo FIFA de 2006.
| Data        | 1ª equipe         | Placar | 2ª equipe | Fase             | Público |
| ----------- | ----------------- | ------ | --------- | ---------------- | ------- |
| 10 de junho | Trinidad e Tobago | 0–0    | Suécia    | Grupo B          | 62 959  |
| 14 de junho | Alemanha          | 1–0    | Polónia   | Grupo A          | 65 000  |
| 19 de junho | Togo              | 0–2    | Suíça     | Grupo G          | 65 000  |
| 22 de junho | Japão             | 1–4    | Brasil    | Grupo F          | 65 000  |
| 27 de junho | Brasil            | 3–0    | Gana      | Oitavas de final | 65 000  |
| 4 de julho  | Alemanha          | 0–2    | Itália    | Semifinal        | 65 000  |

## Eurocopa de 2024
O estádio sediou os seguintes jogos da Campeonato Europeu de Futebol de 2024.

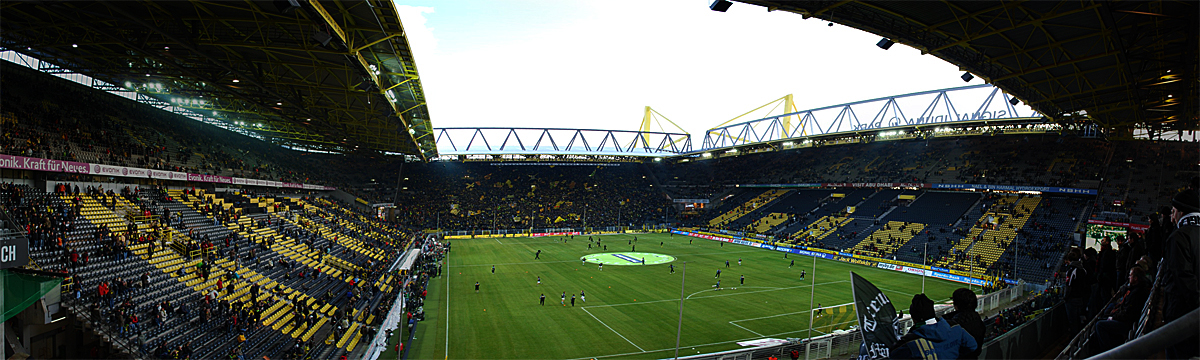
Panorama do interior do Signal Iduna Park.

| Data        | Hora  | 1ª equipe     | Placar | 2ª equipe  | Fase             | Público |
| ----------- | ----- | ------------- | ------ | ---------- | ---------------- | ------- |
| 15 de junho | 21:00 | Itália        | 2 – 1  | Albânia    | Grupo B          | 60.512  |
| 18 de junho | 18:00 | Turquia       | 3 – 1  | Geórgia    | Grupo F          | 59.127  |
| 22 de junho | 18:00 | Turquia       | 0 – 3  | Portugal   | Grupo F          | 61.047  |
| 25 de junho | 18:00 | França        | 1 – 1  | Polônia    | Grupo D          | 59.728  |
| 29 de junho | 21:00 | Alemanha      | 2 – 0  | Dinamarca  | Oitavas de final | 61.612  |
| 10 de julho | 21:00 | Países Baixos | 1 – 2  | Inglaterra | Semifinal        | 60.926  |